# Xã Black Pond, Quận Oregon, Missouri
Xã Black Pond (tiếng Anh: Black Pond Township) là một xã thuộc quận Oregon, tiểu bang Missouri, Hoa Kỳ. Năm 2010, dân số của xã này là 164 người.